# Thamnosma rhodesica
Thamnosma rhodesica är en vinruteväxtart som först beskrevs av E. G. Baker, och fick sitt nu gällande namn av Mendonca. Thamnosma rhodesica ingår i släktet Thamnosma och familjen vinruteväxter. Inga underarter finns listade i Catalogue of Life.